# Dianthus stenopetalus
Dianthus stenopetalus är en nejlikväxtart som beskrevs av August Heinrich Rudolf Grisebach. Dianthus stenopetalus ingår i släktet nejlikor, och familjen nejlikväxter. Inga underarter finns listade i Catalogue of Life.